# Emmeduranki
Emmeduranki (of Emmedurana) was een mythische Sumerische koning. Zijn naam verschijnt in de lijst van koningen van Sumer als de heerser van de stad Zimbir (in het Sumerisch) of Sippar (in het Babylonisch) gedurende een periode van 21.000 jaar.
Zijn naam betekent "baas van de krachten van Dur-ank-ki". Dit laatste betekent "de ontmoetingsplaats tussen hemel en aarde (letterlijk: "verband tussen het boven en het beneden").
Emmeduranki's stad Sippar werd geassocieerd met de aanbidding van de zonnegod Utu, die later Shamash werd genoemd in de Semitische talen.
Een legende geschreven in een Semetische taal verteld dat Emmeduranki tot de hemel werd meegnoemen door de goden Shamash en Adad. Deze leerden hem de geheimen van hemel en aarde.
Emmeduranki was heel belangrijk voor de Sumeriërs aangezien hij de voorouder is naar wie alle priesters hun afkomst moesten linken.
Hij wordt vaak geassocieerd met de Bijbelse patriarch Henoch.